# War Witch
War Witch —en francés: Rebelle— es una película dramática canadiense del año 2012 que dirigió y escribió Kim Nguyen; los protagonistas son Rachel Mwanza, Serge Kanyinda y Alain Lino Mic Eli Bastien. Su argumento se centra en la historia de Komana, una niña africana de 14 años embarazada, quien relata su vida desde que fue secuestrada por el ejército rebelde a los 12 años.
El 10 de enero de 2013, War Witch fue nominada al Óscar 2012 como mejor película de habla no inglesa junto a Amour de Austria, No de Chile, Kon-Tiki de Noruega y A Royal Affair de Dinamarca.